# Младият Шелдън
„Младият Шелдън“ (на английски: Young Sheldon) е американски ситком, създаден от Чък Лори и Стивън Моларо. Прелюдия е на „Теория за Големия взрив“ и проследява живота на 9-годишния Шелдън Купър, който живее със семейството си в Източен Тексас. Първият епизод е излъчен на 25 септември 2017 г. веднага след премиерата на единайсетия сезон на „Теория за Големия взрив“, а останалите епизоди започват на 2 ноември 2017 г. На 22 февруари 2019 г. CBS подновява сериала за трети и четвърти сезон. На 30 март 2021 г. е подновен за пети, шести и седми сезон. Шестият сезон започва на 29 септември 2022 г. На 14 ноември 2023 г. CBS обявява, че седмият сезон ще е последен и че ще започне на 15 февруари 2024 г., а финалът ще се излъчи на 16 май 2024 г. Сезонът се състои от 14 епизода.
През януари 2024 е обявено, че ще има спиноф за сезон 2024-25 по CBS, озаглавен „Първият брак на Джорджи и Манди“, а главните персонажи ще са Джорджи Купър (Монтана Джордан) и Манди Макалистър (Емили Озмънт). На 5 март 2024 г. става ясно, че сериалът е официално поръчан.

## „Младият Шелдън“ в България
В България сериалът започва на 14 април 2020 г. по bTV Comedy, всеки делник от 22:00 по два епизода. Първи сезон завършва на 28 април. На 29 април започва втори сезон и приключва на 13 май. На 11 януари 2022 г. започва трети сезон, всеки делник от 19:00 по два епизода и завършва на 25 януари. На 25 юли започва четвърти сезон от 19:30, а разписанието му е всеки делник от 19:00 по два епизода и приключва на 5 август. На 23 юни 2023 г. започва пети сезон от 23:30, а разписанието му е всеки делник от 23:00 по два епизода завършва на 10 юли. На 21 юни 2024 г. започва шести сезон, всеки делник от 20:00 по два епизода и приключва на 5 юни. На 18 април 2025 г. започва седми сезон, всеки делничен ден от 17:00 по два епизода и завършва на 29 април. Дублажът е на студио „Медиа Линк“. Ролите се озвучават от артистите Яна Огнянова, Петя Миладинова, Ани Василева, Петър Върбанов от първи до четвърти сезон, Стефан Сърчаджиев – Съра от от пети до седми и Симеон Владов. В четвърти и пети сезон Яна Огнянова и Ани Василева са заместени съответно от Елена Грозданова и Вилма Карталска. Преводът е на Антония Халачева, Пламен Узунов и Райка Цветкова.
На 5 август 2024 г. започва излъчване по Стар Лайф, всеки делник от 19:00 по два епизода. Първи сезон завършва на 19 август. На 20 август започва втори сезон със същото разписание и приключва на 3 септември. На 4 септември започва трети сезон. Дублажът е на студио Про Филмс. Ролите се озвучават от артистите Христина Ибришимова, Нина Гавазова, Даниела Йорданова, Васил Бинев и Александър Воронов.